# 雪环湖
雪环湖（藏語：ཞོད་ལྷུན་མཚོ，威利转写：zhod lhun mtsho，THL：Zhölhün Tso）位于中国西藏自治区那曲市尼玛县境内，地处尼玛县北部，冬布勒山西部。湖面海拔4811米，面积40.6平方公里。湖区气候寒冷干燥，年均气温-6℃，年均降水量100～150毫米。湖水主要依靠地表径流补给，集水区面积1639.4平方公里，补给系数40.4。